# Absal Beissebekow
Absal Talghatuly Beissebekow (kasachisch Абзал Талғатұлы Бейсебеков Abzal Talğatūly Beisebekov; engl. Transkription Abzal Beisebekov; * 30. November 1992 in Alma-Ata) ist ein kasachischer Fußballspieler. Er steht momentan beim FK Astana unter Vertrag. Seit 2014 ist er auch A-Nationalspieler für die kasachische Fußballnationalmannschaft.

## Karriere

### Verein
Beissebekow spielte in seiner Jugend beim FK Qairat Almaty, wo er zuerst als Stürmer eingesetzt wurde. Im Jahr 2008 debütierte er bei den Profis, allerdings als Außenverteidiger. Durch diese Maßnahme wurde ein von der kasachischen Premjer-Liga Kriterium erfüllt, welches besagt, dass jede Mannschaft mindestens einen Spieler unter 21 Jahren auf dem Feld haben muss. Diese jungen Spieler werden bevorzugt auf sogenannten „Less risky“-Positionen eingesetzt, das heißt eine Position, wo ein Fehler nicht unbedingt spielentscheidend ist. In Beissebekows Fall war es die Position des Außenverteidigers, da er selbst technisch und läuferisch für diese Position ausgelegt war. In seiner ersten Saison als Profi absolvierte er fünf Ligaspiele für Almaty.
2009 wechselte er zum Verein FK Astana, bei welchem er neun Ligaspiele bestritt und ein Tor schoss. Des Weiteren bestritt er drei Spiele im Rahmen des kasachischen Fußballpokals teil, ehe die Mannschaft im Halbfinale gegen Schachtjor Qaraghandy aus dem Turnier ausschied. Im Jahr 2010 kehrte er wieder zu Qairat Almaty zurück und absolvierte elf torlose Ligaspiele sowie ein Spiel im kasachischen Fußballpokal.
Seine nächste Station war der Verein Wostok Öskemen, wo er zur Spielzeit 2011 hin wechselte. Dort bestritt Beissebekow 23 Ligaspiele. Seit 2012 steht er beim FK Astana unter Vertrag. Im ersten Jahr absolvierte er 13 Ligaspiele und im zweiten Jahr kam er auf insgesamt 29 Ligaeinsätze. In der Winterpause der Saison 2013/14 wurde er für ein halbes Jahr an den polnischen Klub Korona Kielce ausgeliehen, wo auch sein Landsmann Sergei Chischnitschenko spielte. Nach vier Ligaspiele für Kielce und einem erzielten Tor beim 4:4-Unentschieden gegen Jagiellonia Białystok am 27. Mai 2014, kehrte er zum FK Astana zurück und absolvierte bis zum Saisonende 2014 15 Ligaspiele, in denen ihm auch sein erstes Tor in der kasachischen Premjer-Liga gelang. Am 19. Spieltag erzielte er den 1:0-Führungstreffer im Heimspiel gegen Schachtjor Qaraghandy (4:0).

### Nationalmannschaft
Er durchlief mehrere Jugendnationalmannschaften, darunter die U-17, für diese absolvierte er drei Länderspiele. Bei der U-19 kam er sechs Mal zum Einsatz und erzielte ein Tor und von 2010 bis 2014 spielte Beissebekow für die U-21-Nationalmannschaft (19 Spiele/2 Tore). Für die A-Nationalmannschaft debütierte er am 13. Oktober 2014 im EM-Qualifikationsspiel gegen Tschechien (2:4).

## Erfolge
- Kasachischer Meister: 2014, 2015, 2016, 2017, 2018, 2019
- Kasachischer Pokalsieger: 2012, 2016
- Kasachischer Supercupsieger: 2015, 2018